# Faculdade de Zootecnia e Engenharia de Alimentos da USP
A Faculdade de Zootecnia e Engenharia de Alimentos (FZEA) é uma unidade de ensino, pesquisa e extensão da Universidade de São Paulo (USP) localizada na cidade de Pirassununga (210 km de São Paulo e 100 km de Campinas), faz parte do maior campus em área contígua da USP, com mais de 2200 hectares de área total, o Campus Fernando Costa.
Possui quatro cursos de graduação, sendo eles:
- Engenharia de Alimentos
- Engenharia de Biossistemas
- Medicina Veterinária
- Zootecnia

A Faculdade está estruturada em cinco Departamentos: Departamento de Ciências Básicas (ZAB), Departamento de Zootecnia (ZAZ), Departamento de Engenharia de Alimentos (ZEA), de Engenharia de Biossistemas (ZEB) e de Medicina Veterinária (ZMV).
Dentre as instalações merecem destaque criações de bovino de corte e de leite, suínos, equinos, caprinos, ovinos, búfalos, coelhos e peixes, matadouro-escola, laticínio, centro de eventos, anfiteatro, colônias e moradia estudantil, Unidade Básica de Saúde (UBAS) e restaurante universitário, além de setor de esportes, reservas florestais, vida silvestre, trilhas ecológicas e represas e sistema de captação de água. Uma nova Biblioteca Central, um Hospital Veterinário denominado Unidade Didática Clínico-Hospitalar e novos laboratórios de pesquisa e para fins didáticos já foram construídos para atender aos novos cursos.